# Jolnopa Guadalupe
Jolnopa Guadalupe är en ort i Mexiko.   Den ligger i kommunen Tila och delstaten Chiapas, i den sydöstra delen av landet, 700 km öster om huvudstaden Mexico City. Jolnopa Guadalupe ligger 794 meter över havet och antalet invånare är 478.
Terrängen runt Jolnopa Guadalupe är bergig västerut, men österut är den kuperad. Runt Jolnopa Guadalupe är det ganska tätbefolkat, med 111 invånare per kvadratkilometer. Närmaste större samhälle är Tila, 6,9 km sydost om Jolnopa Guadalupe. I omgivningarna runt Jolnopa Guadalupe växer i huvudsak städsegrön lövskog.